# Robert Tatin
Pour les articles homonymes, voir Tatin.
Robert Tatin né le 9 janvier 1902 à Laval et mort le 16 décembre 1983 à Cossé-le-Vivien est un peintre, sculpteur, architecte et céramiste français.
Représentatif de l'art naïf, il est surtout connu pour avoir créé un « Environnement d'art » spectaculaire devenu le musée Robert-Tatin, à Cossé-le-Vivien (Mayenne).

## Biographie

### Origines
Anaïs Augustine Lemonnier (née en 1875 à Laval) et Ernest Louis Tatin (né en 1873 à Selles-sur-Cher) donnent naissance à Robert Émile Ernest Tatin à l'Épine, dans le quartier d'Avesnière à Laval. Le jeune Robert est élevé dans un milieu populaire et dans le giron des femmes : sa mère, sa grand-mère, sa sœur, sa nourrice, ses voisines. Les femmes demeureront un élément central dans son œuvre et dans sa vie.
Son père, qui était au départ employé de commerce, a finalement rejoint le monde des forains pour les aider à monter les chapiteaux et participe même à un de leurs numéros. Ce milieu du cirque marque profondément Robert Tatin, et c'est un thème qui reviendra souvent dans ses œuvres.
À partir de 1909, Robert Tatin est élève à l'école communale, il est alors assez solitaire. Dès cette époque, il développe un goût certain pour la nature, les balades, le dessin et l'astronomie — il s'intéresse à l'infiniment grand à la suite du passage de la comète de Halley.
En 1916, il suit un apprentissage de peintre en bâtiment.

### Les années 1920
Après avoir passé son enfance et son adolescence à Laval, Robert Tatin part s'installer à Paris en 1918, où il exerce de nombreux emplois et s'adonne en parallèle à diverses activités artistiques. Il étudie le dessin et la peinture en fréquentant des académies libres. Il est inscrit à l’École des beaux-arts de Paris et à l’atelier de fresque de l’École des arts appliqués de Paris. Il y reste quatre ans avant de faire son service militaire à Chartres.
En 1924, après son service militaire, il retourne à Avesnières avec sa première épouse Marcelle Blot, où il travaille avec son beau-père compagnon charpentier. Là, il est amené à travailler sur des chantiers en tant que charpentier au trait avec des compagnons, auxquels il est présenté à Tours le 18 mars 1933.
Le 1er mai 1925 naît son fils Robert Tatin d'Avesnières, qui deviendra peintre.
Puis, fort de ses différents apprentissages et expériences, il finit par monter son entreprise de bâtiment en 1930 à Laval, entreprise qu'il développe en y ajoutant la décoration, la peinture en bâtiment et la tapisserie.
Le couple divorce en 1931 : Tatin a la garde de l’enfant et se remarie ; le couple a une fille, Hélène. Celle-ci témoigne dans ses souvenirs de l’ambiance aisée qui régnait dans leur maison de Laval où leur père, maître compagnon, entrepreneur de peinture en bâtiment et décorateur était une sommité locale. Très demandé pour la restauration de châteaux et d’hôtels, il a acquis sa place parmi les notables. Avant que lui-même ne devienne créateur à part entière, son entreprise fut longtemps florissante.

### Les voyages
La prospérité de son affaire lui permet de voyager, tout d'abord en Suisse, en Italie, en Espagne, en Belgique, en Angleterre, en Irlande ou en Afrique du Nord. Puis, en 1938, il découvre Amsterdam et New York.
Il est mobilisé lors de la Seconde Guerre mondiale, et incorporé dans le 15e régiment du génie sur la ligne Maginot. Démobilisé en 1940, il reprend son activité d’entrepreneur en bâtiment à Laval et à Paris.

### Les années 1950
Entre 1945 et 1950, Tatin achète un magasin de bougnat, rue de la Cerisaie à Paris, qu'il va peu à peu transformer en atelier de céramique installé dans Le Marais à Paris. Son fils Robert y travaille un an et exécute par ailleurs quelques travaux de commande, essentiellement des fresques pour l’entourage familial, en Mayenne.
L'après-guerre est, pour Robert Tatin, le moment où l'art prend le pas sur l'artisanat. Il se fait alors connaître en tant qu'artiste auprès de différents critiques et il côtoie les grands noms du monde des arts tels Jean Dubuffet, André Breton, Jean Paulhan, Jacques Prévert, Alberto Giacometti, Jean Cocteau, Aristide Caillaud, Benjamin Péret. C'est à leurs côtés qu'il participe activement à la reconstruction de la vie culturelle parisienne au lendemain de la Seconde Guerre mondiale.

### L'artiste
En 1950, l'Amérique du Sud, où il voyage pendant cinq ans, lui offre une notoriété internationale. Il découvre le Brésil, l'Argentine, l'Uruguay, le Paraguay, le Chili et la Terre de Feu, s'imprégnant de la culture des peuples natifs américains. 
De ses innombrables voyages, il retire une densité humaine, une philosophie et une extraordinaire qualité artistique.
De retour en France en 1956, il s'installe à Vence. Il exposait régulièrement dans ses salons parisiens et à l'étranger tout en se donnant entièrement à la peinture. En 1962, il rencontre Liseron, avec qui il se marie à Vence le 11 mai 1962. En mai 1962, ils viennent s'établir à La Frénouse, et commencent leurs travaux.
Robert Tatin, poète et futurologue, a cherché une nouvelle dimension de l'homme, une dimension où l'individu s'affirme en dehors du mécanisme bien huilé de la technique et de la culture. Proche des surréalistes, il recevait souvent la visite d'André Breton, pendant la durée de ses expositions à Paris. Il fut au chantier d'une créativité sauvage et naturelle. « En art, il n'y a que le don - je parle du don de soi », disait-il[réf. nécessaire].
Il est mort le 16 décembre 1983 et est inhumé à la Frénouse.

## Musée Robert Tatin

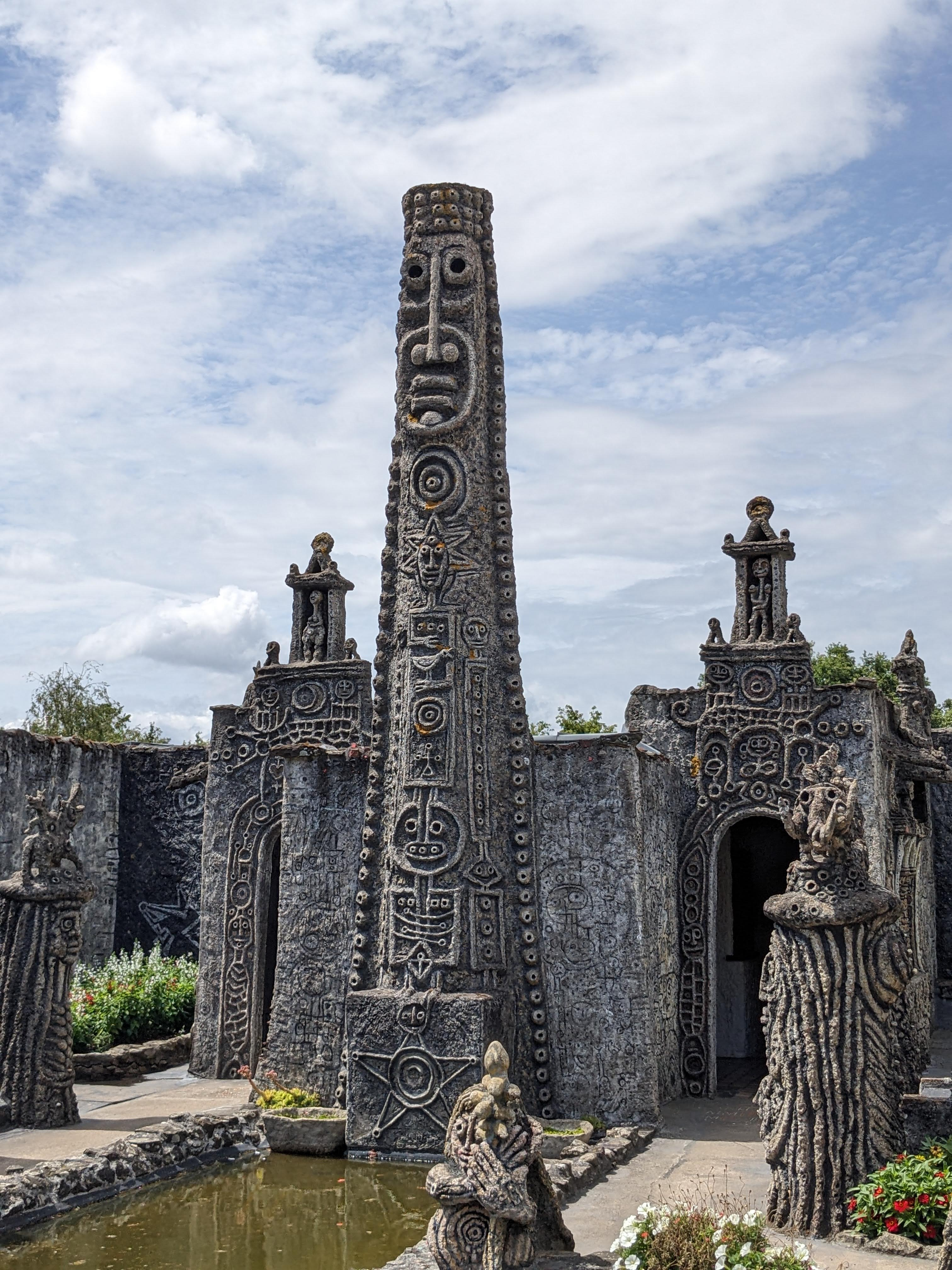
Le Musée Robert Tatin

À partir de 1962, Robert Tatin s'installe en Mayenne, au lieu-dit La Frénouse à Cossé-le-Vivien, près de Laval, où il a érigé jusqu'à sa mort en 1983 la plus spectaculaire de ses œuvres, un « environnement d'art » qui deviendra Musée.
Le 21 mars 1965, lors du passage du général de Gaulle à Cossé-le-Vivien, on remet une aquarelle signée Tatin au chef de l'État, et on lui présente l'auteur, qui est félicité par de Gaulle. Robert Tatin lui demande à rencontrer André Malraux pour obtenir le titre de musée et continuer l'édification du lieu. En 1969, le musée est inauguré par Malraux.

## Œuvres

### Publications
- « Toi ma Celtie », Bief, no 1, édition Le Terrain Vague, novembre 1958.
- « Traces 40. Robert Tatin présente le Tatin de la Frénouse, l'œuvrier. Suivi de : Vive la Rate !… », Michel-François Lavaur. Le Pallet. Vallet, 1972, numéro spécial préparé par Alain Barré[7].
- Magie, huit exemplaires, collection du musée Tatin.
- Étrange musée, Robert Tatin en Frénouse à Cossé-le-Vivien, Mayenne, préface d'Otto Hahn, Paris, Librairie Charpentier, 1977.
- « Lettre à André Breton », La Brèche : Action surréaliste, no 4, février 1983.

## Exposition
- Œuvres de Robert Tatin, espace M, tour Montparnasse, Paris, du 6 novembre au 3 février 2020[8].

### Filmographie
- De l'autre côté du miroir, film réalisé pour l'émission de télévision Terre des Arts par Max-Pol Fouchet sur Magritte, Paul Delvaux, Aristide Caillaud et Robert Tatin en juin 1967.
- Un film [titre ?]de Jac Remise pour l'ORTF janvier 1972.
- Un film-actualités [titre ?] pour Fox-Moviétone, août 1974.
- Un film [titre ?] de Claus Hermans pour la télévision allemande, juillet 1976.
- Tatin-Circus, de Robert Maurice et Claude Arrucci, pour FR3 Rennes, février 1977.